# Saint-Sorlin-de-Morestel
Saint-Sorlin-de-Morestel ist eine französische Gemeinde mit 613 Einwohnern (Stand: 1. Januar 2022) im Département Isère in der Region Auvergne-Rhône-Alpes. Sie gehört zum Arrondissement La Tour-du-Pin und ist Teil des Kantons Morestel. Die Einwohner werden Saint-Sorlinois genannt.

## Geografie
Saint-Sorlin-de-Morestel liegt etwa 52 Kilometer ostsüdöstlich von Lyon. Umgeben wird Saint-Sorlin-de-Morestel von den Nachbargemeinden Vézeronce-Curtin im Norden, Dolomieu im Süden und Osten sowie Vasselin im Westen.

## Bevölkerungsentwicklung
| Jahr                       | 1962 | 1968 | 1975 | 1982 | 1990 | 1999 | 2006 | 2017 |
| -------------------------- | ---- | ---- | ---- | ---- | ---- | ---- | ---- | ---- |
| Einwohner                  | 362  | 338  | 316  | 388  | 423  | 448  | 539  | 627  |
| Quellen: Cassini und INSEE |      |      |      |      |      |      |      |      |

## Sehenswürdigkeiten
- Kirche Saint-Saturnin aus dem 19. Jahrhundert